# Magyarkeszi
Magyarkeszi (középkorban: Kesze, 1703-1742 között: Keszi, 1742-1903 között: Tótkeszi) község Tolna vármegyében, a Tamási járásban.

## Fekvése
Magyarkeszi Tolna megye északnyugati, a Somogy-Tolnai dombság északi részén, három vármegye találkozásánál (Tolna, Somogy, Fejér) fekszik. Területének nagysága 3185 hektár, ebből a belterület 356 hektár.
A Tita-patak völgyében meghúzódó községet a 65-ös főútról az Iregszemcsénél leágazó mellékúton keresztül érhetjük el, ez az út Nagyszokolyig a 6407-es, onnantól a 6409-es számozást viseli. Fejér megye felől (Szabadhídvég) irányából Felsőnyéken át vezet ide az út (ez ugyancsak a 6409-es számozást viseli). Viszonylag jól járható földúton Ozora felől (Fürgeden át) is megközelíthető a falu. A legközelebbi város a 20 kilométerre lévő Tamási, de Siófoktól - így a Balatontól is - mindössze 35 kilométer távolságra fekszik.

## Története
1703-ig Kesze vagy Keszi volt a hely elnevezése. A török hódoltság után elpusztult települést I. Lipót király az Esterházy családnak adományozta, akik felvidékről telepítettek ide új lakókat, s a helység neve ekkor Kesziről Tótkeszire változott, s csak 1903-tól viseli mai nevét, Magyarkeszit.
A hely már a kőkorszakban is lakott volt. A honfoglalás után a gutkeled nemzetség vette birtokba. Egyházi dokumentumok alapján 1274-ben temploma és plébániája volt, mely a török uralom alatt elpusztult. Az 1514-es Dózsa György-féle parasztfelkelés idejére a falu lakossága elérte a hatszáz főt. Az 1526-os mohácsi vész után az akkor 500 lelket számláló falu lakosságát a török rabláncra fűzte és az időseket elpusztította. Akik életben maradtak, a környék erdeiben elbujdostak.
Hazafias tetteikért I. Lipót magyar király (1640-1705) e területeket az Esterházy családnak adományozta, ők voltak a legjelentősebb telepítők.
Az Osztrák–Magyar Monarchia idején is említik Tótkeszit, mint a megye - dombóvári járás néven ismert - nyugati részén található 30 jelentősebb község egyikét. A forrás ekként emlékezik meg a környékről:
"Ez a föld a somogyival egyező, s mint mondva volt, alacsony hegyekkel ritkásan szegdelt hullámos domborzatú, gazdagon termő mezőség. Népe egészen magyar; s mint a föld, úgy a nép is a somogyival alkatban, színben, viseletben, szójárásban, életfoglalkozásban, erkölcsben rokon; erős, dolgos, kitartó, barátkozó, ingerlékeny, makacs s a végletekben szilaj." (Forrás: Az Osztrák–Magyar Monarchia Irásban és Képben; Arcanum, 2001)
A község lakosai 1703-ban reformátusok lettek, majd 1727-ben alapították újra a katolikus közösséget. A mai Szent Mihály arkangyal templom 1742-ben épült. Kegyura 1880-ban  Esterházy Miklós herceg. Anyakönyvet 1735-től kezdve vezetnek, ettől kezdve vannak adatok a lakosok számáról és felekezeti összetételéről:
- 1840: 1547 lakos, ebből 1406 római katolikus, 2 evangélikus, 7 református, 14 izraelita, 118 egyéb vallású
- 1910: 1924 lakos, ebből 1845 római katolikus, 15 evangélikus, 31 református, 33 izraelita,
- 1940: 2504 lakos, ebből 2435 római katolikus, 6 evangélikus, 45 református, 17 izraelita, 1 egyéb vallású
- 1983: 1772 lakos, ebből 1700 római katolikus
- 1948: 5 tanerős római katolikus általános iskolájában 359 tanuló tanul

## Közélete

### Polgármesterei
- 1990–1994: Kiss Károly (független)[4]
- 1994–1998: Kiss Károly (független)[5]
- 1998–2001: Kiss Károly (független)[6]
- 2001–2002: Kincses Imre (független)[7][8]
- 2002–2006: Kovács Erzsébet (független)[9]
- 2006–2010: Kovács Erzsébet (független)[10]
- 2010–2014: Kovács Erzsébet (független)[11]
- 2014–2019: Kovács Erzsébet (független)[12]
- 2019–2024: Kovács Erzsébet (független)[13]
- 2024– : Csizmazia Sándor (Fidesz-KDNP)[1]

A településen 2001. június 10-én időközi polgármester-választást tartottak, az előző polgármester lemondása miatt.

## Népesség
A település népességének változása:
| Lakosok száma | 1278 | 1244 | 1236 | 1049 | 1071 | 1048 | 1040 |
|               | 2013 | 2014 | 2015 | 2021 | 2022 | 2023 | 2024 |

A 2011-es népszámlálás során a lakosok 86%-a magyarnak, 8,2% cigánynak, 3,1% németnek, 0,2% románnak mondta magát (12,4% nem nyilatkozott; a kettős identitások miatt a végösszeg nagyobb lehet 100%-nál). A vallási megoszlás a következő volt: római katolikus 66,9%, református 3,5%, evangélikus 0,5%, felekezeten kívüli 11,8% (17,1% nem nyilatkozott).
2022-ben a lakosság 88%-a vallotta magát magyarnak, 4,4% cigánynak, 3,6% németnek, 0,1-0,1% ukránnak, horvátnak és románnak, 1,3% egyéb, nem hazai nemzetiségűnek (9,7% nem nyilatkozott; a kettős identitások miatt a végösszeg nagyobb lehet 100%-nál). Vallásuk szerint 47,1% volt római katolikus, 2,6% református, 0,5% evangélikus, 0,2% egyéb keresztény, 0,6% egyéb katolikus, 19% felekezeten kívüli (30,1% nem válaszolt).

## Nevezetességei
- Mihály arkangyal római katolikus templom (barokk, 1742). Lépcsősoron keresztül megközelíthető, magaslaton szabadon álló, egyhajós, nyugati homlokzati tornyos templom, a hajónál keskenyebb, félkörívesen záruló szentéllyel, a szentély felől kontyolt nyeregtetővel, a szentély északi oldalán félnyeregtetős sekrestyével. A nyugati homlokzat enyhén kilépő középrizalitjában a karzataljba vezető, kőkeretes kapu, a karzatablak két oldalán fülkében újabb szobrok, a féloromzatokon egy-egy kőváza. A hajóban csehsüveg-, a szentélyben csehsüvegboltozat és félkupola, a sekrestyében fiókos dongaboltozat. A toronyban a hajó felé nyíló, csehsüvegboltozatos orgonakarzat. Falképek és kifestés: 1942. Üvegablakok: 20. század. Berendezés: jellemzően 18. század második fele. Orgona: 1883 (Angster József). A felvezető lépcsősor mellett Szentháromság-szobor 1924-ből. A templomtól K-re L alaprajzú, földszintes, kontyolt nyeregtetős, 18. századi, átalakított és bővített plébániaház, régebbi szárnyában dongaboltozatos, mellvédes árkádsorú udvari folyosóval. (Forrás: Magyarország Műemlékjegyzéke - Tolna megye; Kulturális Örökségvédelmi Hivatal, 2006)
- Gizella hengermalom (19. század). Erősen leromlott állapotban van, eredeti funkcióját már nagyon régóta nem tölti be, jelenleg befektetőre vár.
- Felső iskola (1927). A falu egyik legszebb épülete, mely 1927-ben épült, közvetlenül a templom szomszédságában található.
- Építészeti érdekességnek számítanak a házak portáira emelt házi szentségfülkék.

## Híres emberek
- Itt született Dénes Oszkár (1891 - 1950) színművész.
- Itt született Teplán István (1932–) Széchenyi-díjas magyar kémikus, biokémikus, a Magyar Tudományos Akadémia rendes tagja.

## Hagyományos rendezvények
- Népzenei Ki Mit Tud?
- Fogathajtó verseny
- Kézműves tábor
- Falunap - Elszármazottak találkozója

## Civil szervezetek
- Hagyományőrző Népdalkör

A csoport 1985-ben alakult, ekkor citerások kísérték a helyi asszonyok énekét. Előbb csak a maguk szórakoztatására énekeltek, később a szűkebb környezetüknek is bemutatkoztak. Az alapítás óta eltelt időben igen nagy szerepet vállaltak a hagyományok feltárásában és felelevenítésében.
- Nyugdíjasklub

A helyi nyugdíjasklub tagjai minden héten találkoznak, eközben kézműves dolgokat készítenek (gobelin, varrás, csuhé, hímzés), melyekből a falunapon kiállítás látható.
- Keszi Sportegyesület

A községben 1994-ben alakult labdarúgócsapat, mely a megyei bajnokságban szerepel.
- Polgárőrség

Az egyesület 2003 óta működik, bűnmegelőzési, forgalomirányítási és önkéntes tűzoltási feladatokat lát el.
- Magyarkeszi-Nagyberény Közös Vadásztársaság

A Társaság a földtulajdonosi közösség által bérbe adott földterületen gazdálkodik. Területén kiváló minőségű gímszarvas-, őz- és vaddisznó állomány található. A nagyvadállomány mellett jelentős az apróvad is, jellemzően a fácán és a nyúl.
- Magyarkeszi Község Fejlesztéséért Alapítvány

Az Alapítvány jóvoltából 1999-ben itt nyílott meg az ország 40. Teleháza, hozzásegítve a helyieket az informatikai fejlődéshez. A Teleház jelenleg a Könyvtárban áll a lakosság rendelkezésére. Az alapítvány 2002 óta főként hátrányos helyzetű családok foglalkoztatását biztosítja pályázati lehetőségek igénybevételével.
- Együtt Magyarkesziért Egyesület

2024 ben alakult civil szervezet, mely a település élhetőbbé tételét, szépítését, kultúrális programok szervezését,település mindennemű fejlesztését tűzte ki célul.